# Steinkisten von Loanleven
Die vier Steinkisten von Loanleven (auch Almondbank oder Methven Loch genannt) liegen westlich des Methven Lochs, östlich von Methven, bei Almondbank in Perth and Kinross in Schottland. Vier Steinkisten und ein Teil eines umlaufenden, mit Steinen gefüllten Ringgrabens wurden freigelegt und ausgegraben. Die bronzezeitlichen Kisten datieren kalibriert zwischen 2140 und 1530 v. Chr.
- Die West-Ost orientierte Kiste 1 barg eine Bestattung mit dem Kopf am Ostende und einen wiederverwendeten, randständig ringmarkierten Stein auf der Südseite der Kiste. Die ringmarkierte Platte von Kiste 1 befindet sich jetzt in der Perth Museum and Art Gallery.
- Die antik gestörte Nord-Süd orientierte Kiste 2 barg eine Einäscherung in einem Nahrungsmittelgefäß.
- Die Nordost-Südwest orientierte Kiste 3 barg eine Bestattung mit dem Kopf am Nordostende.
- Die durch Kiesabbau gestörte Kiste 4 barg eine Feuerbestattung mit zerbranntem Feuerstein und ein Feuersteinwerkzeug mit fein gezackter Kante.

Der 1,25 m breite, 0,65 m tiefe, durch Kiesabbau gestörte Ringgraben hat etwa 20,0 m Innendurchmesser. Die Erdverfüllung des Grabens deutet auf einen äußeren Wall hin. Später wurde der Graben mit Steinen angefüllt.